# 1922 en mathématiques
| Années des mathématiques : 1919 - 1920 - 1921 - 1922 - 1923 - 1924 - 1925    |
| Décennies des mathématiques : 1890 - 1900 - 1910 - 1920 - 1930 - 1940 - 1950 |

Cet article présente les faits marquants de l'année 1922 en mathématiques.

## Évènements
- 14 octobre : le mathématicien polonais Jan Łukasiewicz expose une théorie générale des logiques plurivalentes à un nombre de valeurs indéterminées lors d'une conférence de la Société polonaise de philosophie à Lwow[1].
- Le chimiste américain Bingham donne la première formulation mathématique du comportement des gels semi-solides (loi de Bingham)[2].

## Naissances
- 5 janvier : Lucy Joan Slater (morte en 2008), mathématicienne britannique.
- 6 janvier : Erwin Kreyszig (mort en 2008), mathématicien allemand.
- 11 février : Margaret Greig (morte en 1999), mathématicienne britannique.
- 23 février : Anneli Cahn Lax (morte en 1999), mathématicienne américaine.
- 25 février : Ernst G. Straus (mort en 1983), mathématicien allemand puis américain.
- 7 mars : Olga Ladyjenskaïa (morte en 2004), mathématicienne russe.
- 26 mars : Guido Stampacchia (mort en 1978), mathématicien italien.
- 30 mars : Arthur Wightman (mort en 2013), physicien et mathématicien américain.
- 25 mai : Robert Steinberg (mort en 2014), mathématicien canadien.
- 26 mai : Georges Édouard Delannoy (mort en 2011), mathématicien et ingénieur français.
- 3 juin : Jean-Marie Souriau (mort en 2012), mathématicien français.
- 15 juin : Jean Braconnier (mort en 1985), mathématicien français.
- 11 juillet : John Cassels (mort en 2015), mathématicien britannique.
- 17 juillet : Jane Cronin Scanlon (morte en 2018), mathématicienne américaine.
- 22 août : Andrzej Grzegorczyk (mort en 2014), mathématicien polonais.
- 5 octobre : Robert Vallée (mort en 2017), cybernéticien et mathématicien français.
- 30 novembre : André Néron (mort en 1985), mathématicien français.
- 5 décembre : Joachim Lambek (mort en 2014), mathématicien allemand.
- 21 décembre : Cécile DeWitt-Morette, mathématicienne et physicienne française.
- Herbert James Godwin (mort en 2005), mathématicien anglais.

## Décès

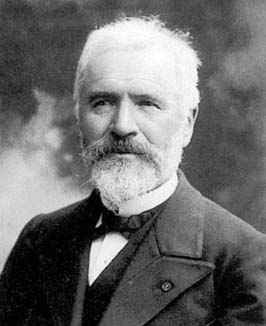
Marie Ennemond Camille Jordan

- 16 janvier : Henri Brocard (né en 1845), mathématicien français.
- 22 janvier : Camille Jordan (né en 1838), mathématicien français.
- 7 mars : Axel Thue (né en 1863), mathématicien norvégien.
- 21 avril : Alfred Kempe (né en 1849), mathématicien britannique.
- 26 avril : Hans Sommer (né en 1837), compositeur et mathématicien allemand.
- 22 mai : Albert Victor Bäcklund (né en 1845), mathématicien et physicien suédois.
- 20 juillet : Andreï Andreïevitch Markov (né en 1856), mathématicien russe.
- 3 août : Mathias Lerch (né en 1860), mathématicien tchèque.
- 14 août : Sophie Bryant (née en 1850), mathématicienne britannique.
- 15 août : Pierre Boutroux (né en 1880), mathématicien et historien des sciences français.
- 26 octobre : Cargill Gilston Knott (né en 1856), physicien et mathématicien écossais.